# Segundo Gobierno de Rýkov
El Segundo Gobierno de Rýkov fue el gabinete de la Unión Soviética establecido el 21 de mayo de 1925 con Alekséi Rýkov como jefe de Gobierno, desempeñándose como presidente del Consejo de Comisarios del Pueblo.
Finalizó el 26 de abril de 1927, cuando el Comité Ejecutivo Central de la Unión Soviética aprobó a una nueva composición del Sovnarkom.

## Composición
| Comisario del Pueblo                     | Titular                         | Partido |
| ---------------------------------------- | ------------------------------- | ------- |
| Presidente                               | Alekséi Rýkov                   | PCR (b) |
| Administrador de Asuntos                 | Nikolái Gorbunov                | PCR (b) |
| Vicepresidentes                          | Lev Kámenev                     | PCR (b) |
| Vicepresidentes                          | Valerián Kúibyshev              | PCR (b) |
| Vicepresidentes                          | Sergó Ordzhonikidze             | PCR (b) |
| Vicepresidentes                          | Jānis Rudzutaks                 | PCR (b) |
| Vicepresidentes                          | Aleksandr Tsiurupa              | PCR (b) |
| Asuntos Exteriores                       | Gueorgui Chicherin              | PCR (b) |
| Asuntos Militares y Navales              | Mijaíl Frunze (1925)            | PCR (b) |
| Asuntos Militares y Navales              | Kliment Voroshílov (1925-1927)  | PCR (b) |
| Comercio Exterior (1925)                 | Leonid Krasin                   | PCR (b) |
| Comercio Interior (1925)                 | Aron Sheinman                   | PCR (b) |
| Comercio Exterior e Interior (1926-1927) | Aleksandr Tsiurupa (1925-1926)  | PCR (b) |
| Comercio Exterior e Interior (1926-1927) | Lev Kámenev (1926)              | PCR (b) |
| Comercio Exterior e Interior (1926-1927) | Anastás Mikoyán (1926-1927)     | PCR (b) |
| Ferrocarriles                            | Jānis Rudzutaks                 | PCR (b) |
| Correos y Telégrafos                     | Iván Smirnov                    | PCR (b) |
| Consejo Supremo de Economía Nacional     | Féliks Dzerzhinski (1925-1926)  | PCR (b) |
| Consejo Supremo de Economía Nacional     | Valerián Kúibyshev (1926-1927)  | PCR (b) |
| Trabajo                                  | Vasili Schmidt                  | PCR (b) |
| Inspección de Trabajadores y Campesinos  | Valerián Kúibyshev (1925-1926)  | PCR (b) |
| Inspección de Trabajadores y Campesinos  | Sergó Ordzhonikidze (1926-1927) | PCR (b) |
| Finanzas                                 | Grigori Sokólnikov              | PCR (b) |
| Finanzas                                 | Nikolái Briujánov               | PCR (b) |